# Szirmay-kastély (Szirmabesenyő)
A szirmabesenyői Szirmay-Kismarton-kastély Szirmabesenyő központjában elhelyezkedő, a XVIII. században épült barokk kastély. Az épület alaprajza keresztre emlékeztet, egyszintes, négy tornyos; a grófi család lakhelyeként szolgált. Állapota erősen megromlott az elnyomatás éveiben, 1949 és 1975 között itt zajlott a helyi oktatás, négy hektáros park helyére pedig sportpályát építettek. A település szívén viseli a kastély sorsát, amely Szirmabesenyő egyik motívumává vált.
Többek között Szinyei Merse Pál és Ferenc József is vendégeskedett kastélyban, előbbi a kastély szomszédságában lévő általános iskola névadója.